# Domènec Moner i Basart
Domènec Moner i Basart (Lloret de Mar, Selva, 19 de juny de 1907 - Sant Pere de Ribes, Garraf, 9 de març de 2003) fou un compositor de sardanes i música coral.
Va iniciar els seus estudis musicals amb Joan Coll i a partir dels 11 anys els va aprofundir a l'Escola Municipal de Música de Barcelona amb Joan Balcells (solfeig), Lluís Millet (teoria) i Enric Morera (harmonia). El 1921, amb catorze anys, va escriure la seva primera sardana, gènere en el qual es va especialitzar, fins a confeccionar un prou extens catàleg enmig d'una intensa activitat musical centrada en la sardana però també dedicada al món coral. Va dirigir l'Orfeó Barcelonès (1925) i l'Orfeó Pirinenc (1926) i va fundar i dirigir l'Orfeó Lloretenc. Com a instrumentista la seva activitat es va basar en l'acompanyament a piano del Quartet Vocal Orpheus (1932 a 1935) per al qual va escriure algunes obres en les quals va destacar per la nova modalitat del tractament que hi va aplicar a les veus. Va formar part de jurats musicals en concursos d'obres com a Lloret, Mataró, Sabadell, Lleida i Barcelona.

## Premis
- Figueres vila reial – Premi Figueres, segon (1967)
- Girona donant-vos les mans – Premi Girona, segon (1966)
- La devesa de Girona – Premi Girona, tercer (1967)
- La sardana de Girona – Premi Girona, tercer (1965)
- Lloret ciutat pubilla – Sardana de l'Any, primer (1971)